# Manouria
Manouria é um gênero de tartarugas da família Testudinidae. O gênero foi erigido por John Edward Gray em 1854.

## Espécies
As seguintes cinco espécies são reconhecidas como válidas, duas das quais ainda existem, e outras três estão extintas:
- Manouria emys (Schlegel & S. Müller, 1844)
- Manouria impressa (Günther, 1882)
- †Manouria sondaari Karl & Staesche, 2007 [1][2] no entanto, Rhodin et al. (2015) transferiu esta espécie para o gênero Megalochelys.[3]
- †Manouria punjabiensis (Lydekker, 1889)[3]
- †Manouria oyamai Takahashi, Otsuka & Hirayama , 2003[3]